# Anna Laetitia Barbauld
Anna Laetitia Barbauld (nom de soltera: Anna Laetitia Aikin; Kibworth Harcourt, Leicestershire, Anglaterra, 20 de juny de 1743 – Hackney, Londres, 9 de març de 1825) fou una poeta anglesa, assagista, crítica literària, editora i autora de llibres per a nens. Els seus interessos polítics, filosòfics i literaris es concreten en els seus assajos i mostren una dona que en ple Romanticisme és capaç de fer anàlisis que són plenament vigents al segle XXI, sobre les guerres injustes, la consolidació de la novel·la com a gènere central o sobre la fascinació que genera el terror en la sensibilitat moderna, per exemple.  No va ser sinó fins a l'adveniment de la crítica literària feminista en les dècades de 1970 i 1980 que Barbauld finalment va començar a ser inclosa en la història de la literatura.
Barbauld fou una «dona de lletres» especialitzada en múltiples gèneres i va tenir una carrera reeixida. Va ser també mestra en la cèlebre Acadèmia Palgrave i una innovadora escriptora de llibres per a nens; els seus famosos llibres van proporcionar un model pedagògic durant més d'un segle. Els seus assajos van demostrar que era possible per a una dona estar involucrada públicament en política, i altres autores la van imitar; el que és fins i tot més important, les seves poesies van ajudar a la fonamentació del desenvolupament del romanticisme a Anglaterra. Barbauld també va ser crítica literària, i la seva antologia de les novel·les britàniques del segle xviii va ajudar a establir-ne el cànon com es coneix actualment.
La carrera literària de Barbauld va finalitzar abruptament l'any 1812 amb la publicació del seu poema Eighteen Hundred and Eleven, el qual va criticar la participació de Gran Bretanya en les guerres napoleòniques. Les dures crítiques que va rebre la van sorprendre fins al punt que va decidir no tornar a publicar cap obra més durant la resta de la seva vida. La seva reputació es va veure encara més perjudicada quan alguns dels poetes del romanticisme que ella havia inspirat en l'apogeu de la Revolució francesa es van tornar en contra seva en els anys posteriors, a mesura que van anar fent-se més conservadors. Durant el segle xix només se la va recordar com una escriptora de llibres per a nens, i va ser oblidada al segle xx, fins que l'auge de la crítica literària feminista durant la dècada de 1980 va renovar l'interès en les seves obres i va produir-ne una revaloració.

## Primers anys
Barbauld va néixer el 20 de juny de 1743 a Kibworth Harcourt, Leicestershire, Anglaterra. El seu pare, el reverend John Aikin, era el director de l'Acadèmia Kibworth de Dissidents i ministre en una propera església presbiteriana. La residència de la seva família a Kibworth va donar a Barbauld l'oportunitat d'aprendre llatí, grec, francès i italià, entre moltes altres assignatures que, segons se suposava, eren inadequades per a la formació d'una dona en la seva època. La inclinació cap a l'estudi per part de Barbauld va preocupar la seva mare, que temia que quedés soltera tota la vida pel seu caràcter intel·lectual; les dues mai van ser tan properes com Barbauld ho va ser del seu pare. No obstant això, la mare de Barbauld estava orgullosa dels assoliments de la filla, i uns anys més tard va escriure'n: «En una ocasió efectivament vaig conèixer una petita nena que estava tan ansiosa d'aprendre com els seus mestres d'ensenyar-li, i que als dos anys ja podia llegir oracions i històries curtes dels seus llibres, ràpidament, sense errors; al mig any ja podia llegir tan bé com la majoria de les dones; però mai vaig conèixer una altra com ella, i crec que mai ho faré».
L'any 1758, la família es va traslladar a l'Acadèmia Warrington, a la ciutat homònima, on li havien ofert un treball com a mestre al pare de Barbauld. L'acadèmia va tenir entre els seus alumnes alguns intel·lectuals de l'època, com el filòsof i teòleg Joseph Priestley, i se la coneixia com «l'Atenes del Nord» per la seva estimulant atmosfera intel·lectual. Un altre alumne destacat va ser el revolucionari francès Jean-Paul Marat; les anècdotes escolars suggereixen que era un «líder francès» allí durant la dècada de 1770. També va ser un dels pretendents de Barbauld; presumptament li va escriure a John Aikin declarant-li la seva intenció de convertir-se en ciutadà anglès per casar-se amb ella. Archibald Hamilton Rowan també es va enamorar de Barbauld i la va descriure com «una dona posseïdora d'una gran bellesa, la qual va conservar fins als últims dies de la seva vida. La seva silueta era esvelta, amb una pell exquisidament clara acompanyada de la seva perfecta salut; els seus trets eren normals i elegants, i els seus ulls de color blau fosc emetien la llum de l'enginy i la gràcia». Malgrat l'ansietat de sa mare, Barbauld va rebre moltes ofertes de matrimoni durant l'època, encara que les va rebutjar totes.

## Primers èxits literaris i matrimoni
L'any 1773, Barbauld va escriure el primer llibre de poemes, després que els seus amics l'elogiessin i la convencessin de començar a publicar. La col·lecció, titulada simplement Poems ('Poemes'), va tenir quatre edicions en nomésun any i va sorprendre Barbauld pel seu èxit. Barbauld va passar a ser una respectada figura literària a Anglaterra només amb la reputació de Poems. El mateix any ella i el seu germà, John Aikin, van publicar conjuntament Miscellaneous Pieces in Prose, la qual també va ser ben rebuda. Els assajos presents en l'obra (la major part dels quals van ser escrits per Barbauld) van ser comparats favorablement amb les obres de Samuel Johnson.

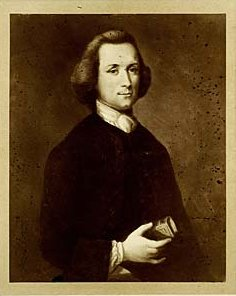
Joseph Priestley (c. 1763): «La Sra. Barbauld m'ha dit que van ser les meves obres les que la van inspirar per escriure en vers»

Al maig de 1774, tot i tenir alguns «dubtes», Anna Laetitia va contreure matrimoni amb Rochemont Barbauld, el net d'un hugonot francès i antic alumne de Warrington. Segons la neboda de Barbauld, Lucy Aikin:
| « | El seu afecte cap al Sr. Barbauld es va basar en la il·lusió d'una fantasia romàntica, no dels veritables sentiments del seu cor. Si els altres pretendents li haguessin ofert abans una millor atmosfera casolana, mai s'hagués permès a si mateixa veure's atrapada per les boges demostracions amoroses -expressades amb modals teatrals i afrancesats- ni hagués concebut un gust tan exagerat davant la perspectiva de tenir una ferma estructura de felicitat casolana. El meu pare m'ha dit que aquesta unió precipitada es deu, en gran part, a la maligna influència de l'obra de Jean-Jacques Rousseau "Nouvelle Heloise", amb el Sr. B. com St. Preux. Un amic li va informar [a Barbauld] que havia patit d'un arravatament de demència, i que s'havia vist obligat a trencar el compromís en aquesta instància. "Llavors", li va respondre ella, "si el desil·lusiones, ell es tornaria boig". El seu amic no va poder respondre-li; i amb una mena de generositat urgent, Anna es va encaminar cap la seva malenconiosa destinació. | » |

Després de les noces, la parella es va mudar a Suffolk, prop d'on li havien ofert un treball a Rochemont en una escola per a homes. Barbauld va passar el temps reescrivint alguns dels Salms, un passatemps comú durant el segle XVIII; els publicà sota el nom Devotional Pieces Compiled from the Psalms and the Book of Job ('Peces devotes compilades dels Psalms i del Llibre de Job'). Al costat d'aquesta obra va publicar el seu assaig Thoughts on the Devotional Taste, on Sects and on Establishments ('Pensaments sobre el gust devot, sobre les sectes i les classes dirigents'), el qual explica la seva teoria sobre el sentiment religiós i els problemes inherents en la institucionalització de la religió.
| « | M'adono que no estic demanant una cosa senzilla; no ha de ser fàcil per a un pare separar-se d'un fill. Per això diré que tenir-ne més d'un és més simple. Ja que fa una gran diferència en la felicitat d'una persona tenir o no tenir fills, crec que és igual si són tres, quatre, cinc o sis; perquè quatre o cinc són suficients per donar-los molta estimació i afecte. Nosaltres guanyaríem molt, però tu no perdries res. | » |

Finalment el seu germà va acceptar i la parella va adoptar Charles; va ser per ell que Barbauld va escriure els seus llibres més famosos: Lessons for Children (1778–9) i Hymns in Prose for Children (1781).

## Acadèmia Palgrave
Barbauld i el seu espòs van fer classes durant onze anys a l'Acadèmia Palgrave de Suffolk. A partir de llavors, Barbauld no sols va haver de fer-se càrrec de la seva llar sinó també del seu treball: va ser comptable, donzella i majordoma. L'escola va ser inaugurada amb només vuit alumnes, però quan els Barbauld la van abandonar el 1785, al voltant de quaranta hi estaven inscrits a causa de l'excel·lent reputació que havia adquirit l'escola. La filosofia educativa dels Barbauld va atreure tant els dissidents com els anglicans. Palgrave va reemplaçar l'estricta disciplina de les escoles tradicionals tals com Eton, que solien utilitzar el càstig corporal, amb un sistema de «multes» i fins i tot «judicis juvenils», és a dir, judicis duts a terme pels mateixos estudiants. A més, en lloc d'impartir classes en la forma clàssica, l'escola va oferir un pla d'estudis pràctic que incloïa ciència i llengües modernes. Barbauld va ensenyar les matèries de lectura i religió als nens més joves, i geografia, composició, retòrica i ciència als més avançats. Va ser una mestra dedicada, produí una «crònica setmanal» per a l'escola i escrigué obres teatrals perquè fossin representades pels estudiants. Barbauld va causar un profund efecte en la major part dels estudiants; un que va tenir molt d'èxit, William Taylor, un prominent estudiós de la literatura alemanya, es va referir a Barbauld com «la mare de la seva ment».

## Participació política i Hampstead

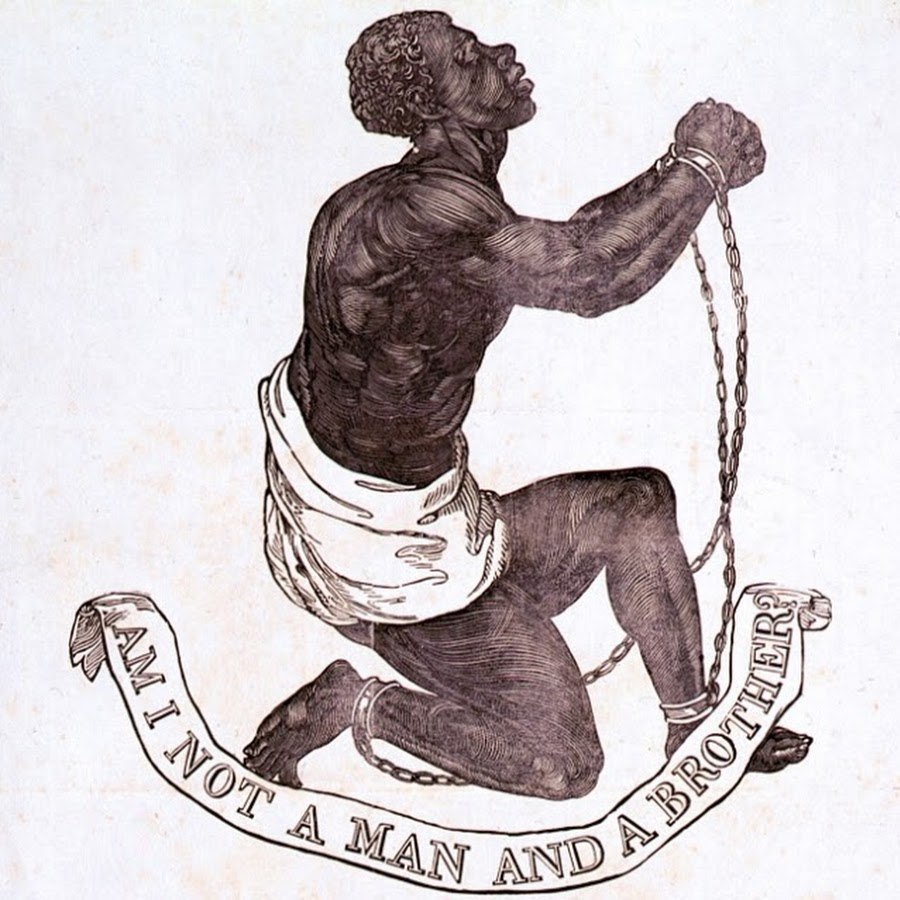
Disseny per al medalló del Comitè per a l'Abolició de l'Esclavitud, creat per Josiah Wedgewood

Al setembre del 1785, els Barbauld van deixar Palgrave per visitar França, perquè la salut mental de Rochemont s'havia començat a deteriorar i era incapaç de realitzar els seus deures com a professor. L'any 1787, es van mudar a Hampstead, on Rochemont va ser recomanat per posar-se al capdavant d'una capella presbiteriana. Va ser aquí on Barbauld va entaular amistat amb Joanna Baillie, una dramaturga. Encara que ja no van estar a càrrec d'una escola, els Barbauld no van abandonar el seu compromís amb l'educació; sovint van tenir un o dos pupils vivint amb ells, que havien estat recomanats per amics personals.
Va ser durant aquest període, l'apogeu de la Revolució francesa, que Barbauld va publicar les seves peces polítiques més radicals. Des de 1787 fins a 1790, Charles James Fox va tractar de convèncer la Cambra dels comuns del Regne Unit perquè aprovessin una llei que garantís els complets drets civils dels dissidents. Quan aquest projecte de llei va ser rebutjat per tercera vegada, Barbauld va escriure un dels seus pamflets més apassionats: An Address to the Opposers of the Repeal of the Corporation and Test Acts. Els lectors es van sorprendre després de descobrir que tal argument lúcid havia estat escrit per una dona. L'any 1791, després que William Wilberforce intentés prohibir el comerç d'esclaus, Barbauld va publicar Epistle to William Wilberforce Esq. On the Rejection of the Bill for Abolishing the Slave Trade, en què no sols va lamentar el destí dels esclaus sinó que també va advertir sobre la degeneració social i cultural que els britànics patirien en no abandonar aquesta activitat. L'any 1792, Barbauld va continuar amb el tema de la responsabilitat nacional en un sermó antibèl·lic titulat Sins of Government, Sins of the Nation en què va argumentar que cada individu és responsable de les accions de la nació: «Vam ser convocats per penedir-nos dels pecats nacionals, perquè podem solucionar-los, i hem de solucionar-los».

## Stoke Newington i la fi d'una carrera literària
L'any 1802, els Barbauld es van mudar a Stoke Newington, on Rochemont es va fer càrrec dels deures pastorals d'una capella a Newington Green. Barbauld es va alegrar d'estar al costat del seu germà John, perquè la ment del seu marit s'anava deteriorant cada vegada més. Rochemont va desenvolupar una «violenta antipatia cap a la seva esposa i va descarregar la seva fúria dement sobre ella. Un dia, durant el sopar, va prendre un ganivet i la va perseguir al voltant de la taula i l'única cosa que va poder fer Anna per salvar-se va ser saltar per la finestra». Tales escenes, repetides milers de vegades, van submergir Barbauld en una gran tristesa i la van exposar a un greu perill, però ella va refusar deixar el seu espòs. Rochemont es va suïcidar ofegant-se el 1808 i Barbauld va caure en una profunda depressió. Quan va retornar a la literatura, va escriure el poema radical Eighteen Hundred and Eleven (1812), en el qual va descriure Anglaterra com una nació en ruïnes. Va ser criticada tan durament que no va tornar a publicar una altra obra en la seva vida, encara que actualment és catalogat pels experts com el seu «gran èxit poètic». Barbauld va morir l'any 1825 sent una escriptora de renom i va ser enterrada en el panteó de la família a St. Mary's, Stoke Newington. Després de la mort de Barbauld, es va aixecar una làpida de marbre a la capella Newington Green amb la inscripció següent:
En memòria 

d'ANNA LAETITIA BARBAULD,

filla de John Aikin

i esposa de

el reverend Rochemont Barbauld,

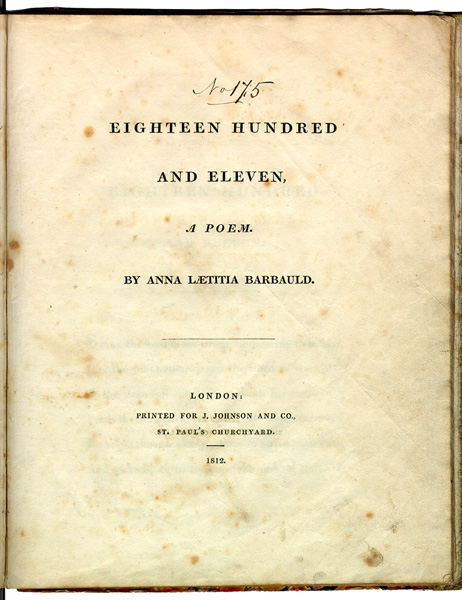
Portada original d'Eighteen Hundred and Eleven

abans respectat ministre d'aquesta congregació.

Va néixer a Kibworth, a Leicesterhsire, el 20 de juny de 1743,

i va morir a Stoke Newington, el 9 de març de 1825.

Dotada pel donant de tot el bo

amb intel·ligència, enginy, talent poètic, i un vigorós enteniment,

va emprar aquests grans dons

promovent bones causes per a la humanitat, la pau, i la justícia,

la llibertat civil i religiosa,

i una pura, ardent i afectuosa devoció.

Deixin la jove conrear amb els seus escrits l'esperit pur

de la moralitat cristiana;

deixin això dels anys madurs, capaços d'apreciar

la subtilesa, les radiants extravagàncies i els retrunyidors sons

de les seves composicions literàries;

deixin sobreviure els pocs que van compartir les seves encantadores

i instructives converses,

i s'adonaran que aquest monument no 

li ret exagerats elogis.[1]
1. ↑ Le Breton, 197.

## Llegat
Després de la seva mort, Barbauld va ser reconeguda en Newcastle Magazine com «inqüestionablement la primera [és a dir, la millor] de les nostres poetes, i una de les més eloqüents i poderoses dels escriptors de prosa» i l'Imperial Magazine va declarar que «quan s'expandeixi el costum de les lletres a Gran Bretanya, o on sigui que es parli anglès, es recordarà el nom d'aquesta dama». Les obres de Barbauld van ser analitzades favorablement per Joseph Addison i Samuel Johnson, la qual cosa significava una gesta per a una dona del segle xviii. Cap a 1925, només era recordada com una escriptora de llibres per a nens amb moralitats. No va ser sinó fins a l'adveniment de la crítica literària feminista en les dècades de 1970 i 1980 que Barbauld finalment va començar a ser inclosa en la història de la literatura.
No obstant això, Barbauld va desaparèixer del lloc que va aconseguir per nombroses raons. Una de les més importants va ser el desdeny apilat sobre ella per Samuel Taylor Coleridge i William Wordsworth, poetes que en les seves èpoques de major radicalisme, durant la seva joventut, s'havien inspirat en les seves obres, però que en els seus últims anys, més conservadors, les havien menyspreades; una vegada que aquests poetes van començar a formar part del cànon literari, les seves opinions es van anar tenint molt en compte. A més, segons Matthew Arnold, a la fi del segle xix el «ferment» intel·lectual del qual Barbauld va ser una part important (particularment en les acadèmies dissidents) s'havia associat amb la classe mitjana «filistea». La classe mitjana reformista del segle xviii més tard va ser assenyalada com la responsable dels excessos i els abusos de l'era industrial.
A mesura que els estudis literaris es van desenvolupar i van conformar una disciplina al segle xix, la història dels orígens del romanticisme a Anglaterra va aparèixer juntament amb aquests; d'acord amb aquesta versió de la història literària, Coleridge i Wordsworth van ser els poetes que van dominar el segle. Aquesta visió es va mantenir dominant durant almenys un segle. Fins i tot amb l'adveniment de la crítica feminista el 1970, Barbauld encara no ha rebut el reconeixement que es mereix. Com ho explica Margaret Ezell, els crítics feministes volien ressuscitar una classe de dona en particular: enutjada, resistent als rols de gèneres de la seva època, i disposada a traçar llaços d'amistat amb altres dones. Barbauld no encaixava fàcilment en tals categories, i no va ser fins que l'època del romanticisme i el seu respectiu cànon va ser sotmès a una revisió i revaloració per part de la crítica feminista que es va descobrir el valor de la veu d'aquesta autora.

## Anàlisi literària

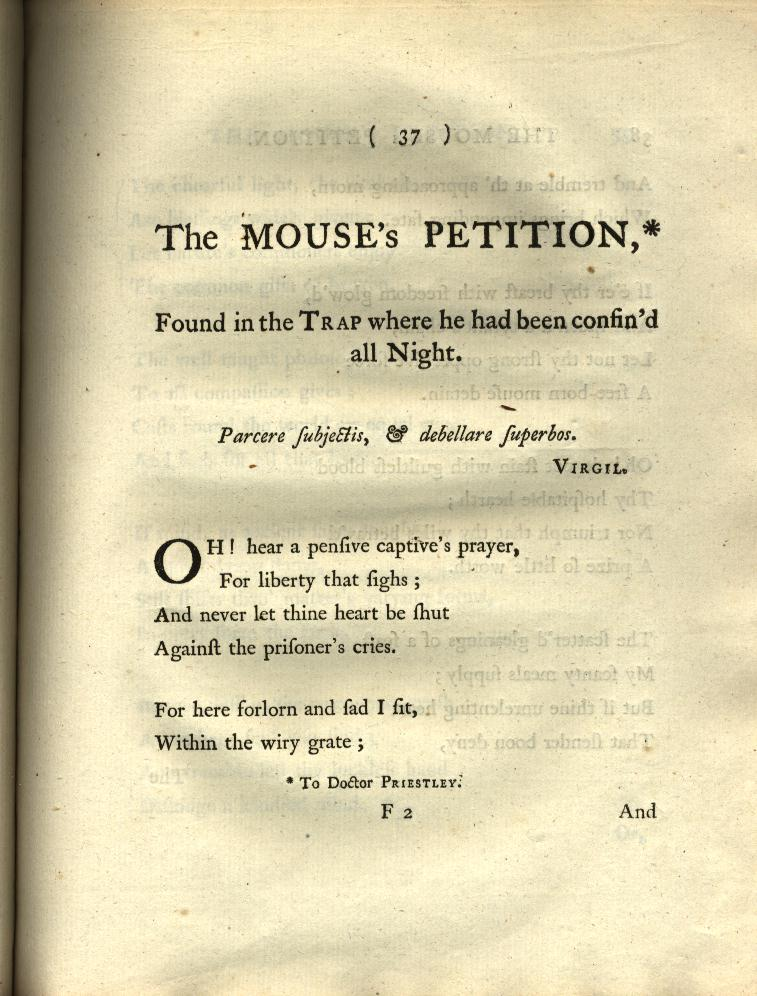
The Mouse's Petition dels Poemes de Barbauld (1772)

### Poesies
Els poemes de Barbauld, que abasten una gran quantitat de temes, han estat llegits principalment per les crítiques literàries feministes interessades a retornar-los el reconeixement per part del públic general a les escriptores que havien estat importants en els seus propis temps, però que havien quedat oblidades en la història de la literatura. Les obres d'Isobel Armstrong representen una de les formes en què van realitzar aquests estudis; sosté que Barbauld, igual que altres poetes del romanticisme:
| « | […] no van estar ni bolcades cap a la idea d'un discurs femení especial ni van acceptar una representació de si mateixes com a pertanyents al regne de l'irracional. Es van comprometre amb dues estratègies per lluitar amb el problema del discurs afectiu. En primer lloc, van utilitzar les formes i llenguatges femenins acostumats, però els van atorgar tints analítics i les van usar per a reflexionar. En segon lloc, van desafiar les tradicions filosòfiques masculines que portaven a un discurs degradant de l'experiència femenina i van desplaçar aquelles tradicions. | » |

En la seva anàlisi subsegüent d'Inscription for an Ice-House assenyala el desafiament de Barbauld a la caracterització del sublim, el bell i sobre les teories econòmiques d'Adam Smith en la seva obra Wealth of Nations realitzada per Edmund Burke com l'evidència d'aquesta interpretació.
Les obres de Marlon Ross i d'Anne K. Mellor representen una segona forma d'aplicar els punts de vista de la teoria feminista per recuperar les escriptores. Sostenen que Barbauld i altres poetes del romanticisme van tenir una veu distintivament femenina en l'esfera literària. Segons Ross, com a dona i dissident, Barbauld tenia una perspectiva única sobre la societat i era aquesta posició específica la que la «va obligar» a publicar els seus comentaris socials. Però, assenyala Ross, les dones estaven sota una doble obligació: «podien escollir l'alternativa d'arriscar-se a parlar sobre política en un llenguatge apolític, disminuint, com a conseqüència, la claredat i precisió del seu missatge, o podien utilitzar els recursos literaris en els quals el missatge polític estava més marcat tractant d'afegir-hi un decòrum particularment 'femení', assumint novament el risc d'afeblir el seu missatge». Per tant, Barbauld i altres poetes de l'època sovint escrivien «poemes ocasionals». Tradicionalment, aquests poemes comentaven –sovint en forma satírica– successos nacionals, però cap al final del segle xviii van començar a ser cada vegada més seriosos i personals. Les dones escrivien poemes sentimentals, un estil de moda en l'època, sobre successos personals tals com el naixement d'un fill, i sostenien que comentant petits esdeveniments de la seva vida quotidiana establirien els fonaments morals de la nació. Historiadors com Ross i Mellor sostenen que aquesta adaptació dels estils i gèneres existents és una de les formes en què les poetes van crear un romanticisme femení.

### Assajos polítics i poemes
Els texts polítics més significatius de Barbauld són: An Address to the Opposers of the Repeal of the Corporation and Test Acts (1790), Epistle to William Wilberforce on the Rejection of the Bill for Abolishing the Slave Trade (1791), Sins of Government, Sins of the Nation (1793), i Eighteen Hundred and Eleven (1812). Com explica Harriet Guest, «les temàtiques més utilitzades en els assajos de Barbauld escrits durant la dècada de 1790 són les que es relacionen amb la constitució de l'opinió pública com un cos religiós, cívic i nacional, i sempre es va preocupar per emfasitzar la continuïtat entre els drets dels ciutadans i els drets públics definits en termes àmpliament inclusius».
Durant tres anys, des de 1787 fins a 1790, els dissidents anglesos van intentar convèncer el Parlament de revocar el Test Act i les Actes de Corporació que limitaven els seus drets civils. Després que es votés en contra d'eliminar les actes per tercera vegada, Barbauld va tornar a l'escena pública després de nou anys de silenci. El seu pamflet, molt carregat políticament, està escrit en un to sarcàstic i incisiu; comença dient «et donem gràcies pel compliment atorgat als dissidents, quan se suposa que en el moment en què puguin ser triats per a càrrecs de poder, tots aquests càrrecs seran ocupats per ells». El pamflet sosté que els dissidents mereixen els mateixos drets que qualsevol altra persona: «Ho demanem com a homes, ho demanem com a ciutadans, ho demanem com a bons súbdits». A més, Barbauld diu que és precisament l'aïllament obligat cap als dissidents per la resta de la gent el que els marca, no qualsevol altra forma de creences. Finalment, apel·lant al patriotisme britànic, manté que als francesos no se'ls pot permetre superar els anglesos en total llibertat.
L'any següent, 1791, després d'un dels diversos intents fallits de William Wilberforce per suprimir el comerç d'esclaus davant el Parlament, Barbauld va escriure el seu Epistle to William Wilberforce on the Rejection of the Bill for Abolishing the Slave Trade ('Epístola a William Wilberforce sobre el rebuig del projecte per abolir el comerç d'esclaus'). En aquest, crida a Gran Bretanya a pagar pel pecat de l'esclavitud; en un to sever, condemna l'avarícia d'un país que permet que la seva riquesa i la seva prosperitat creixin gràcies a la feina d'éssers humans esclavitzats. A més, va utilitzar una il·lustració en la qual va mostrar la mestressa i l'amo d'una plantació que revela totes les falles de l'«empresa colonial: una dona indolent, voluptuosa, monstruosa» i un «home degenerat i malvat».
L'any 1793, quan el govern britànic va convocar la nació a dejunar en honor de la guerra, els dissidents que es van mostrar en contra de la guerra, com Barbauld, van ser pressionats amb un dilema moral: «Obeir l'ordre i violar les seves consciències pregant per l'èxit en una guerra que desaprovaven? Realitzar el dejuni, però predicar en contra de la guerra? Defensar la proclamació i negar-se a formar part del dejuni?» Barbauld va aprofitar l'oportunitat per escriure un sermó: Sins of Government, Sins of the Nation ('Pecats del govern, pecats de la nació'), sobre la responsabilitat moral d'un individu; per a ella, cada persona és responsable per les accions de la nació perquè en forma part. L'assaig tractava de determinar que el paper propi de l'individu ha de desenvolupar-se a la seva llar i sosté que la insubordinació pot soscavar un govern, encara que admet que hi ha línies que no pot creuar obeint el govern per la seva moral com a ésser humà. El text és una clàssica confirmació de la idea d'una «guerra injusta».
En Eighteen Hundred and Eleven (1812), escrit abans que Gran Bretanya entrés en guerra contra França durant una dècada i estant a punt de perdre les guerres napoleòniques, Barbauld els va oferir als seus lectors una sorprenent sàtira de l'estil de Decimus Iunius Iuvenalis (Juvenal); va sostenir que l'Imperi britànic es trobava en fallida mentre que l'Imperi americà s'estava enfortint. A partir de llavors, les riqueses i la fama de la seva nació anirien a Amèrica en lloc de Gran Bretanya, deixant-la en la ruïna. Va unir aquesta caiguda directament amb la participació d'Anglaterra en les guerres napoleòniques.
Aquest punt de vista pessimista cap al futur va ser, com era d'esperar-se, molt mal rebut; «les crítiques, tant les publicades en revistes liberals com les conservadores, van passar a ser de prudents i negatives a escandalosament abusives». Barbauld, sorpresa per la reacció, es va retirar de l'ull públic. Fins i tot quan Gran Bretanya estava a punt de guanyar la guerra, Barbauld no va poder alegrar-se. Li va escriure a un amic: «No sé com reaccionar davant aquesta victòria sobre Bonaparte, esplèndida com és, quan cal considerar l'horrible desaprofitament de vides, la misèria massiva i els enormes combats que va causar».

### Literatura infantil

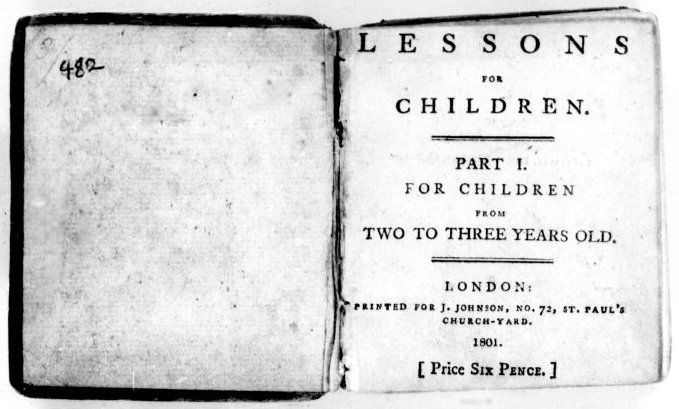
Portada de Lessons for Children of Three Years Old, part I

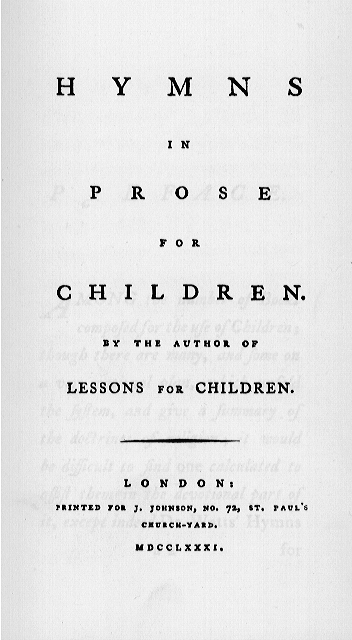
Portada de Hymns in Prose for Children

Lessons for Children i Hymns in Prose for Children de Barbauld van ser una revolució en la literatura infantil. Per primera vegada, les necessitats dels nens com a lectors es van prendre en consideració. Barbauld va exigir que el seu llibre fos imprès amb lletra gran i amb marges amplis perquè els nens els trobessin fàcils de llegir, i principalment va desenvolupar un estil de «diàleg informal entre els pares i els nens» que va dominar la literatura infantil durant una generació. En Lessons for Children, una sèrie de quatre volums adaptada als nens de poca edat, Barbauld va emprar el concepte d'una mare ensenyant-li al seu fill diverses coses com la conducta, la lectura, etc. Molts dels esdeveniments en aquestes històries es van inspirar en l'experiència de Barbauld en l'ensenyament del seu propi fill, Charles. Però aquesta sèrie va tenir més objectius a més d'iniciar els nens en el món de la lectura: també presenten al lector els «elements de la societat, el seu sistema simbòlic i la seva estructura conceptual, inculcant l'ètica, i animant a desenvolupar cert tipus de sensibilitat». A més, li explica als nens els principis de la «botànica, zoologia, nombres, reaccions químiques, el sistema monetari, el calendari, geografia, meteorologia, agricultura, economia política, geologia i astronomia».
Lessons for Children i Hymns in Prose van tenir, en el camp dels llibres infantils, un impacte sense precedents; no sols van influenciar la poesia de William Blake i William Wordsworth, sinó que diverses generacions de nens escolars els van usar en els estudis. L'expert en literatura infantil William McCarthy va escriure: «Elizabeth Barrett Browning encara era capaç de recitar algunes línies de Lessons for Children a l'edat de trenta-nou anys». Encara que Samuel Johnson i Charles James Fox van ridiculitzar els llibres infantils de Barbauld i van opinar que havia malgastat el seu talent poètic en escriure'ls, Barbauld va pensar que el que escrivia era noble i això la va animar a seguir els seus passos. Com explica la seva biògrafa Betsy Rodgers, «va donar prestigi a les obres de la literatura juvenil, i sense abaixar el nivell en passar a l'escriptura infantil, va inspirar altres escriptors a escriure en un nivell similar al seu». De fet, gràcies al treball de Barbauld, Sarah Trimmer i Hannah More van poder dedicar-se a escriure per als nens de pocs recursos, i organitzar un moviment d'escoles dominicals a gran escala. Ellenor Fenn, per la seva banda, va escriure i va dissenyar unes sèries de lectures i jocs per als nens de classe mitjana i Richard Lovell Edgeworth va crear un dels primers estudis sistemàtics del desenvolupament de la infantesa que va culminar no sols amb un tractat d'educació coescrit amb Maria Edgeworth sinó també en una col·lecció d'històries per a nens escrites per Maria.
Barbauld també va col·laborar amb el seu germà John en els sis volums d'Evenings at Home (1793): un conjunt miscel·lani de relats, rondalles, drames, poemes i diàlegs. I de moltes maneres aquestes històries van atrapar els ideals de l'educació de la Il·lustració: «curiositat, observació i raonament». Per exemple, les històries van encoratjar a aprendre ciència amb diferents activitats; en Una lectura de te els nens aprenien que el «te es feia probablement en una operació de química» i eren necessàries la difusió, evaporació i condensació. El text també va emfasitzar la racionalitat: en Things by Their Right Names, un nen va demanar que el seu pare li havia dit que la història parlava sobre «un assassí sagnant». El pare ho fa, utilitzant els recursos ficticis dels contes de fades com la frase «una vegada hi havia», però confonent el seu fill amb detalls com que els assassins «tenien armadures d'acer». Al final, el nen s'adona que son pare li havia explicat la història de la batalla i el pare comenta: «Jo no sé res d'assassins sagnants». Tant la tàctica de parlar sobre el món per obligar el lector a pensar sobre això com el missatge antibèl·lic del conte són freqüents en Evenings at Home. En efecte, Michelle Levy, una historiadora del període, ha expressat que la sèrie va encoratjar els lectors a «ser observadors crítics i, quan fos necessari, resistents a l'autoritat». Aquesta resistència s'aprèn i es practica en la llar; segons Levy, «Evenings at Home reclama que les reformes polítiques i socials han de començar en la família». Són les famílies les responsables del progrés o la involució de la nació.
D'acord amb Lucy Aikin, la neboda de Barbauld, les contribucions de Barbauld en Evenings at Home van ser les històries titulades The Young Mouse, The Wasp and Bee, Alfred, a drama, Animals and Countries, Canute’s Reproof, The Masque of Nature, Things by their right Names, The Goose and Horse, On Manufactures, The Flying-fish, A Lesson in the Art of Distinguishing, The Phoenix and Dove, The Manufacture of Paper, The Four Sisters i Live Dolls.

### Treball editorial
Barbauld va editar una gran quantitat d'obres fins al final de la seva vida, les quals van ajudar a formar el cànon com es coneix avui dia. Primer, l'any 1804, va editar la correspondència de Samuel Richardson i va escriure una extensa introducció de la biografia de qui, potser, va ser el novel·lista més influent del segle xviii. El seu «assaig de la pàgina 212 sobre la seva vida i obres [fou] la primera important biografia de Richardson». L'any següent va editar Selections from the Spectator, Tatler, Guardian, and Freeholder, with a Preliminary Essay, un volum d'assaigs que emfasitzava «la intel·ligència», «l'actitud» i «el gust». L'any 1811, va recopilar The Female Speaker, una antologia de literatura escollida específicament per a noies adolescents. A causa que, d'acord amb la filosofia de Barbauld, és formatiu que algú llegeixi quan encara és jove, la poeta acuradament va considerar les particularitats i característiques de les seves lectores i «va triar temàtiques sobre els deures, les ocupacions i les disposicions del sexe feble». L'antologia està dividida en seccions com «peces morals i didàctiques» i «peces descriptives i lamentables» que inclouen poesies i proses per, entre d'altres, Alexander Pope, Hannah More, Maria Edgeworth, Samuel Johnson, James Thomson i Hester Chapone.
Tot i la influència de les seves obres anteriors, van ser els cinquanta volums de la sèrie The British Novelists, publicats el 1810 amb un llarg assaig introductori sobre la història de la novel·la, els que li van permetre prendre un lloc en la història de la literatura. Va ser «la primera edició en anglès que va fer comprensiva la crítica i les afirmacions històriques» i van ser amb tot el respecte «una empresa creadora de cànon». En el seu intuïtiu assaig, Barbauld legitima la novel·la, llavors encara un gènere controvertit, connecta amb l'antiga Pèrsia i la literatura grega per la seva gran novel·la que és «una èpica en prosa», amb més que personatges i sense la maquinària del supernatural. Barbauld va explicar que la seva novel·la donava gran quantitat de beneficis; no sols per al «plaer domèstic» sinó també «entreteniment per a la població infonent els principals sentiments morals». Barbauld també sempre va escriure introduccions per a cadascuna de les obres dels cinquanta autors en les seves sèries de llibres.

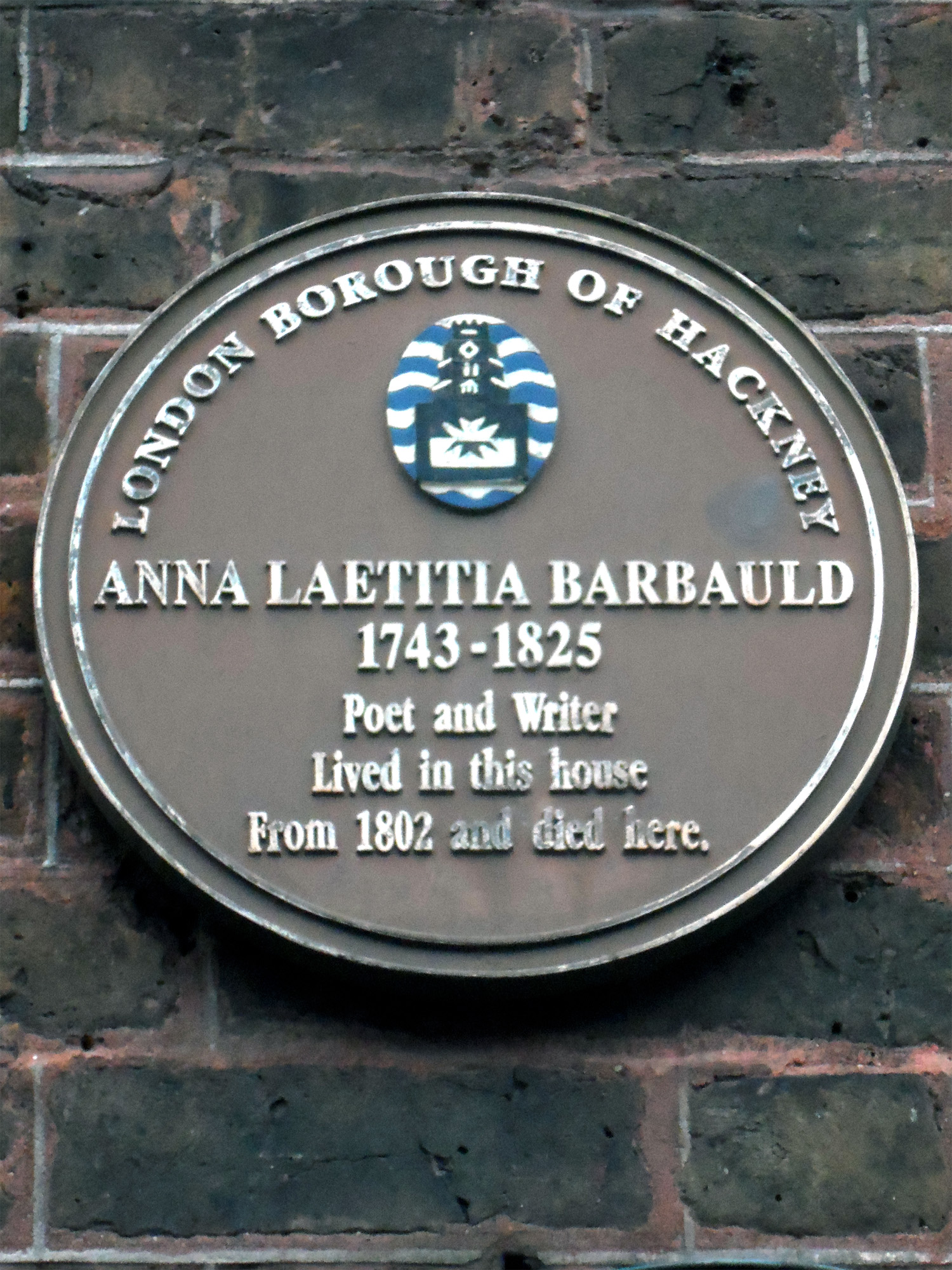
Placa erigida a la casa on va viure, al 113 de Stoke Newington Church Street, a Hackney (Londres)

## Llista d'obres
Aquesta llista d'obres s'ha pres de l'entrada de Wolicky sobre Barbauld en el Diccionari de les biografies literàries:
- Corsica: And Ode (1768)
- Poems (1773)
- Miscellaneous Pieces in Prose (amb John Aikin) (1773)
- Devotional Pieces, Compiled from the Psalms and the Book of the Job (1775)
- Lessons for Children (1778–9) (4 volums)[74]
- Hymns in Prose for Children (1781)
- An Address to the Opposers of the Repeal of the Corporation and Test Acts (1790)
- An Epistle to William Wilberforce, Esq. on the Refjection of the Bill for Abolishing the Slave Trade (1791)
- Civic Sermons to the People (1792)
- Remarks on Mr. Gilbert Wakefield's Enquiry into the Expediency and Propriety of Public or Social Worship (1792)
- Evenings at Home, or The Juvenile Budget Opened (amb John Aikin) (1792–6) (6 volums)
- Sins of Government, Sins of the Nation (1793)
- Reasons for National Penitence Recommended for the Fast Appointed on February 28, 1794 (1794)
- «What is Education?» Monthly Magazine 5 (1798)
- The Arts of Life (amb John Aikin) (1802)
- The Correspondence of Samuel Richardson (editat amb una introducció) (6 volums) (1804)
- Selections from the Spectator, Tatler, Guardian, and Freeholder, with a Preliminary Essay (editat amb una introducció) (3 volums) (1805)
- The British Novelists (editat amb un detallat assaig com a introducció i introduccions per a cada autor) (50 volums) (1810)
- An Essay on the Origin and Progress of Novell-Writing (1810)
- The Female Speaker (editat) (1811)
- Eighteen Hundred and Eleven (1812)
- The Works of Anna Laetitia Barbauld. With a Memoir by Lucy Aikin (editat per la neboda de Barbauld, Lucy Aikin) (1825)
- A Legacy for Young Ladies (editat per la neboda de Barbauld, Lucy Aikin, després de la mort de l'autora) (1826)

### Biografies
- Ellis, Grace. A Memoir of Mrs.Anna Laetitia Barbauld with Many of Her Letters (2 vols.). Boston: James R. Osgood and Co., 1874.
- Le Breton, Anna Letitia. Memoir of Mrs. Barbauld, including Letters and Notices of Her Family and Friends. By her Great Niece Anna Letitia Le Breton. Londres: George Bell and Sons, 1874.
- Murch, J. Mrs. Barbauld and her Contemporaries. Londres: Longman, 1877.
- Thackeray, Anne Ritchie. A Book of Sibyls. Londres: Smith, 1883.
- Rodgers, Betsy. Georgian Chronicle: Mrs. Barbauld and Her Family. Londres: Methuen, 1958.

Una nova biografia de Barbauld per William McCarthy es troba en preparació.